# Minot (North Dakota)
Minot er en amerikansk by og administrativt centrum i det amerikanske county Ward County i staten North Dakota. I 2000 havde byen et indbyggertal på 36.567.

## Ekstern henvisning
- Minots hjemmeside (engelsk) Arkiveret 6. februar 2011 hos  Wayback Machine

- Wikimedia Commons har flere filer relateret til Minot (North Dakota)

48°13′57″N 101°17′47″V / 48.2325°N 101.29628°V